# Saint-Jean-de-Moirans
 Saint-Jean-de-Moirans  es una población y comuna francesa, en la región de Ródano-Alpes, departamento de Isère, en el distrito de Grenoble y cantón de Rives.

## Demografía
| 1462 | 1579 | 1409 | 1896 | 2399 | 2680 |
| Para los censos de 1962 a 1999 la población legal corresponde a la población sin duplicidades (Fuente: INSEE [Consultar]) |      |      |      |      |      |